# پارگی اسلپ
در پزشکی، ضایعه پارگی اسلپ (انگلیسی: SLAP tear) به معنی صدمه به لبه کاسه شانه (لابروم گلنوئید) است. نام SLAP مخفف کلمات عبارتی انگلیسی است به معنی «پارگی لبه‌ای بالایی از قسمت قدامی تا خلفی».
مفصل شانه از سر استخوان بازو (که تقریباً گرد است) و گودی کاسه‌ای (گلنوئید) در استخوان کتف، که حالت نعلبکی شکل دارد، تشکیل شده‌است. دور تا دور حفره کاسه‌ای توسط یک بافت قوی و غضروف مانند پوشیده شده‌است که حفره را عمیق می‌کند که به آن لبه کاسه (لابروم) می‌گویند. این لابروم محل اتصال بعضی از زردپی‌ها و رباط‌ها است. قسمت فوقانی لبه محل چسبیدن زردپی ماهیچه دوسر بازویی است که در پارگی اسلپ، کندگی در این محل اتفاق می‌افتد و به سمت جلو عقب گسترش می‌یابد.

## انواع
پارگی اسلپ را به چهار نوع تقسیم می‌کنند. انواع دیگری نیز وجود دارد که نادرند.
- نوع۱: پارگی ناقص و دژنراسیون لابروم وجود دارد، لبه کاسه شانه کامل جدا نشده‌است.
- نوع ۲: شایع‌ترین نوع پارگی اسلپ است. قسمت فوقانی لابروم پاره شده و از گودی کاسه جدا شده‌است و فاصله‌ای بین غضروف مفصلی و محل اتصال لابروم به استخوان ایجاد می‌شود. پارگی نوع ۲ خود به سه نوع تقسیم می‌شود:
  - ۱) قدامی
  - ۲) خلفی
  - ۳)قدامی-خلفی همزمان
- پارگی ۳: پارگی دسته‌سطلی[۱] نام دارد که در آن قسمت پاره‌شده در داخل مفصل گیر کرده و ایجاد قفل‌شدگی و صدای کلیک می‌کند.
- پارگی۴: پارگی لابروم به داخل زردپی سر دراز ماهیچه دوسر بازویی امتداد می‌یابد.